# Коцкица (зграда)
Коцкица је десетоспратница мешовите намене која се налази на адреси Присавље 14 у Загребу. Првобитно је изграђен за смјештај Централног комитета Савеза комуниста Хрватске, а тренутно служи као седиште Министарства поморства, промета и инфраструктуре и Министарства туризма Хрватске. Хрватски архитекта Иван Витић планирао је зграду чија је изградња почела 1963. Међутим, градња је каснила због поплаве у Загребу 1964., а зграда је завршена 1968.

## Историја
Влада СР Хрватске је 1961. расписала конкурс за нову зграду у којој ће бити смештен Централни комитет Савеза комуниста Хрватске. Прва награда није додељена; уместо тога додељене су две награде. Добитници су били Иван Витић и скопски архитекти Борис Чипан и Петар Муличковски.  Изградња је почела тек 1963.  јер се будући објекат налазио на неизграђеном терену у близини реке Саве. Градилиште је поплављено 1964.  Зграда је завршена 1968.  Због кубичног облика Загрепчани су је назвали "мала коцка". 
Зграда је првобитно замишљена као трећи део комплекса, који је требало да садржи велику конференцијску салу (која би била слична сала за зграду УН). Међутим, трошкови и прекорачења довели су до тога да део пројекта никада није реализован, али се и данас виде трагови у виду носача моста дизајнираних да повежу халу са главном зградом. 
Упркос благом спољашњем изгледу, унутрашњост зграде била је богато украшена од стране уметника тог доба.  Раоул Голдони координирао је рад и допринео радовима у стаклу, Јагода Буић је израдила таписерију, а Стеван Лукетић је направио метални рељеф. У згради се налазе и мозаици Златка Прице,  зидне слике Еде Муртића  и својевремено је био дом металне таписерије Душана Џамоње, која је украдена 90-их. Зграда је заштићена као културна баштина Републике Хрватске. 
Зграда је прошла кроз велико реновирање између 2017. и 2020., отклањајући сва већа оштећења, као и унапређујући њену енергетску ефикасност. 
Туристичка заједница града Загреба организује бесплатне обиласке Коцкице уз стручне водиче. 